# Dodonaea physocarpa
Dodonaea physocarpa är en kinesträdsväxtart som beskrevs av Ferdinand von Mueller. Dodonaea physocarpa ingår i släktet Dodonaea och familjen kinesträdsväxter. Inga underarter finns listade i Catalogue of Life.